# Esto-Sadok
Esto-Sadok (russisch Эсто-Садок; estnisch Eesti Aiake; wörtlich: Estnisches Gärtchen) ist ein russisches Dorf, ein Ortsteil von Sotschi (Stadtrajon Adler) in der Region Krasnodar. Das Bergdorf mit dem ausgedehnten Skigebiet Gornaja Karussel liegt am Fluss Msymta zu Füßen des Berges Aibga, 4 km nördlich des Wintersportortes Krasnaja Poljana. Es zählte bis zum Ausbau zum Hoteldorf 400 Einwohner (Zählung 2002).

## Geschichte

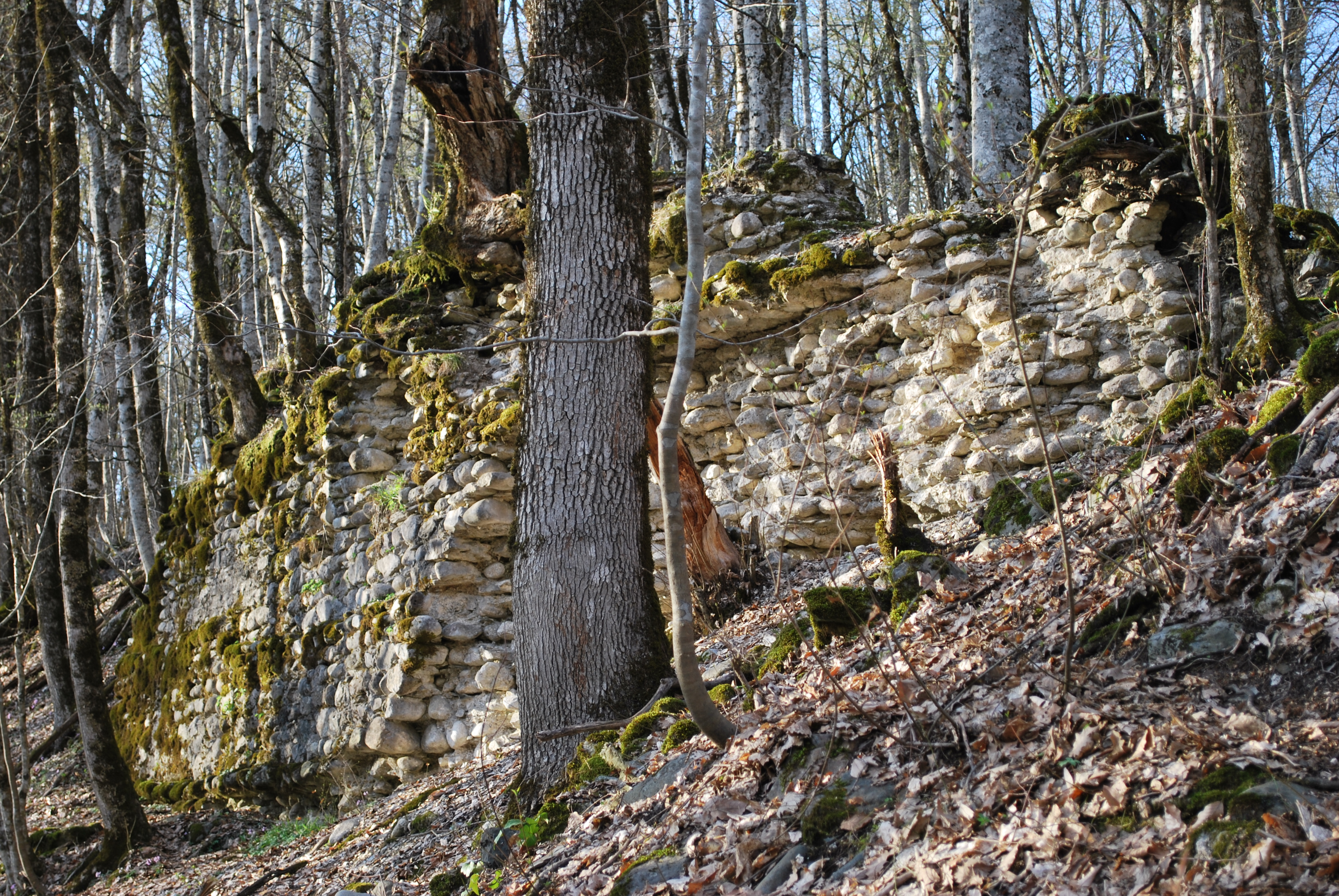
Reste der Atschipse-Festung, im 19. Jahrhundert zerstört

Am Ort, an dem sich Esto-Sadok heute befindet, wohnten bis 1864 die tscherkessischen Ubychen und Sads-Abchasen vom Stammesverband der Achtschipsou (russ. Atschipse/Atschepse), die zusammen mit anderen Volksgruppen von der russischen Armee nach der Schlacht von Kbaade 1864 in das Osmanische Reich vertrieben wurden, größtenteils aber in der Schlacht und Deportation vernichtet wurden. Im Dorf sind die Ruinen einer tscherkessischen Festung erhalten.
1886 siedelten sich 36 estnische Familien an, um Landwirtschaft zu betreiben. Am 21. August 1886 kamen sie ins damals griechische Dorf Krasnaja Poljana und zogen von da weiter nach Esto-Sadok.
1912 bis 1913 wohnte der estnische Schriftsteller Anton Hansen Tammsaare in Esto-Sadok. Heute erinnert ein Museum an seinen Aufenthalt.
In Esto-Sadok gibt es touristische Einrichtungen, hauptsächlich für Wintersportler.
Die estnische Gemeinschaft ist nur noch sehr klein und stark russifiziert.

## Galerie

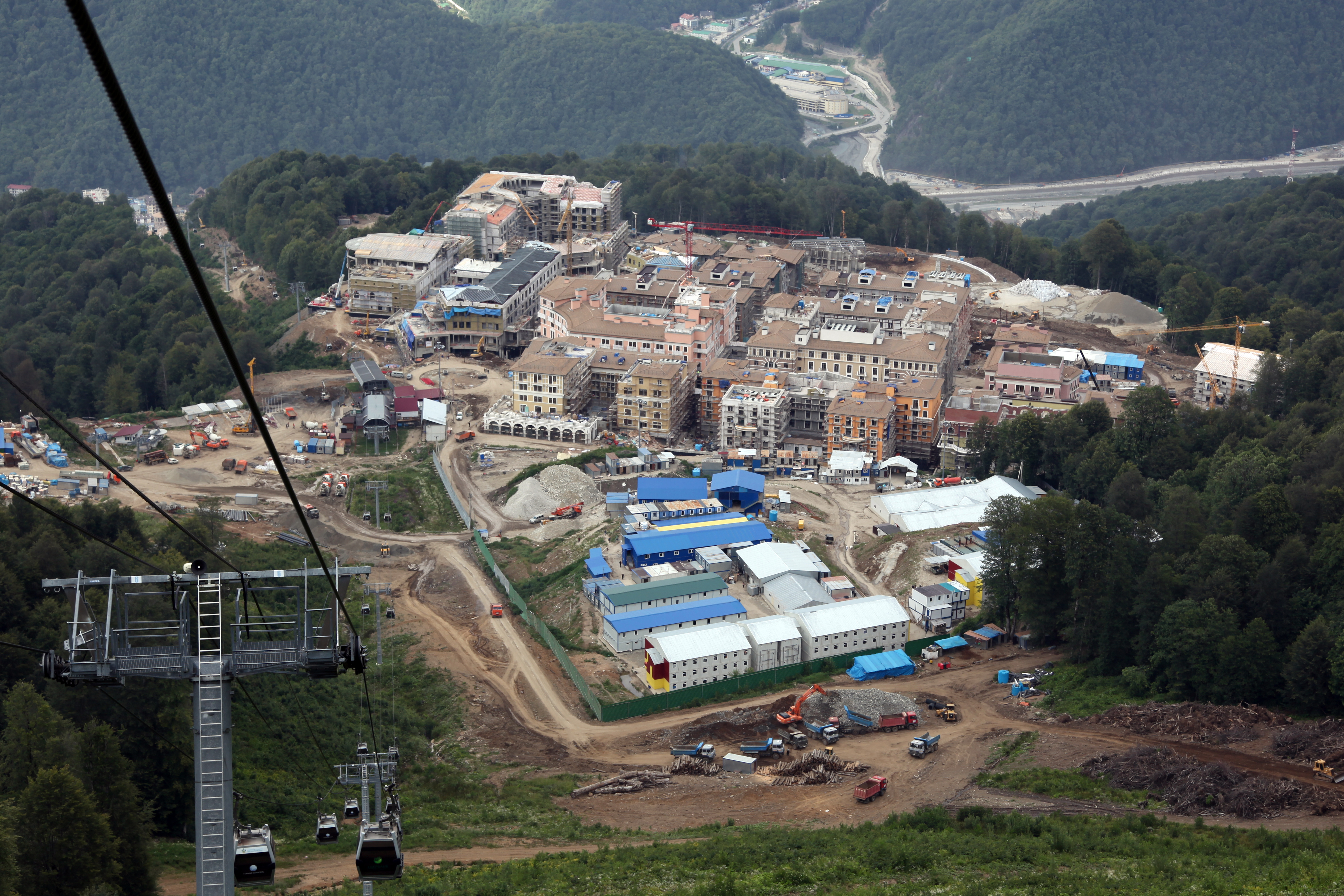
Das werdende Hoteldorf auf der ersten Umstiegsebene über Esto-Sadok im Juli 2013
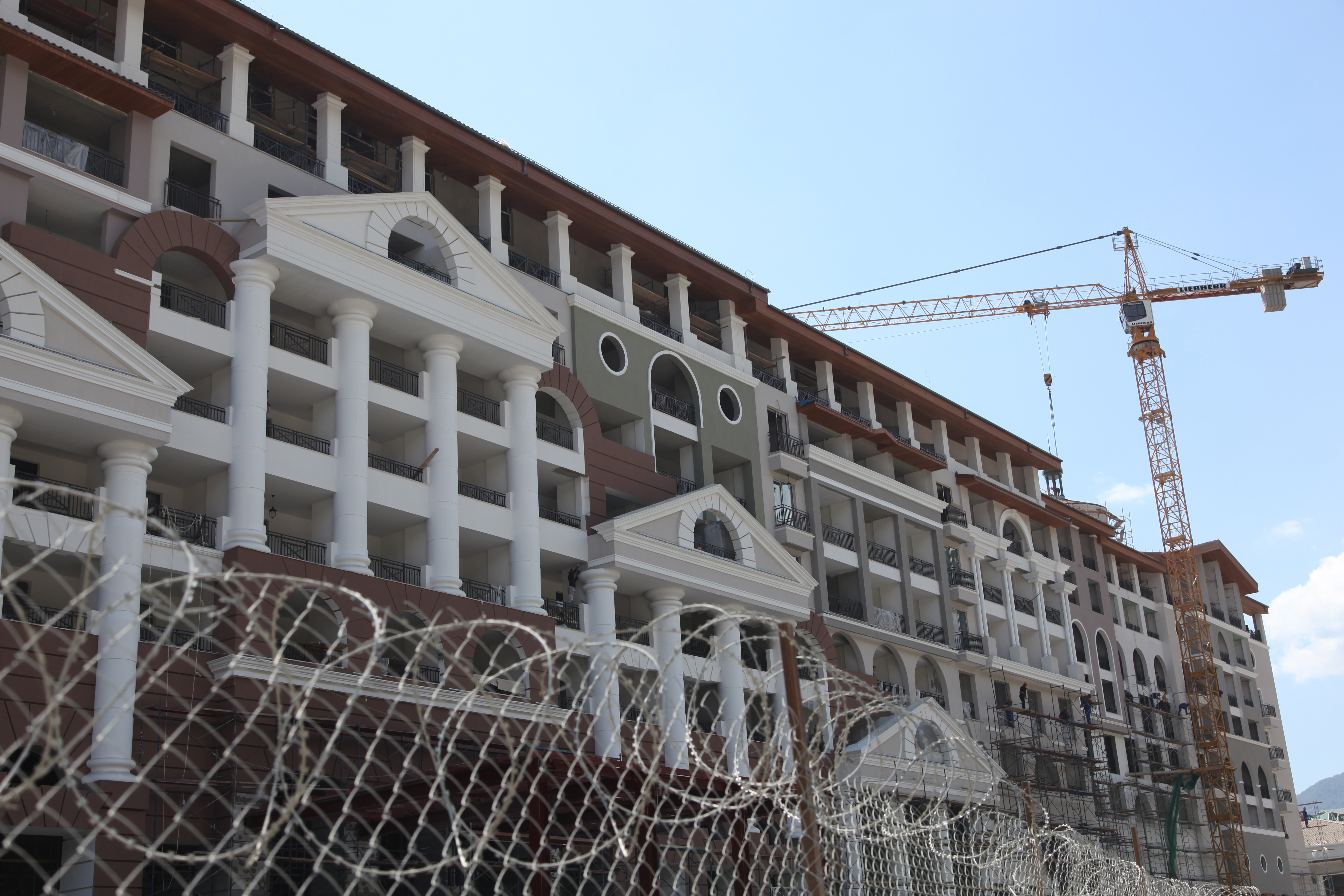
Das künftige Hotel Aibga in Esto-Sadok
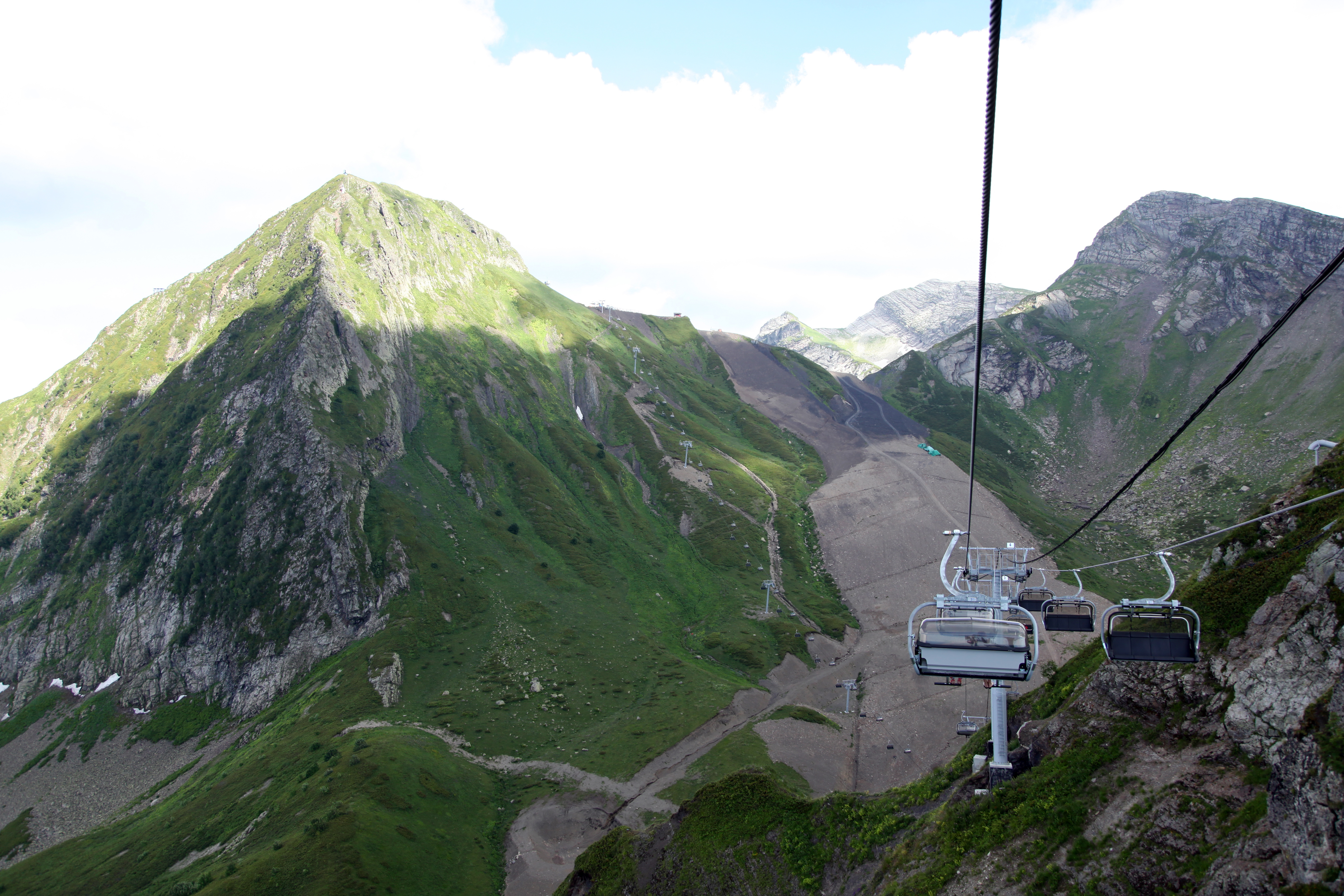
Circus 2 und Circus 3 vom Aibga aus betrachtet.
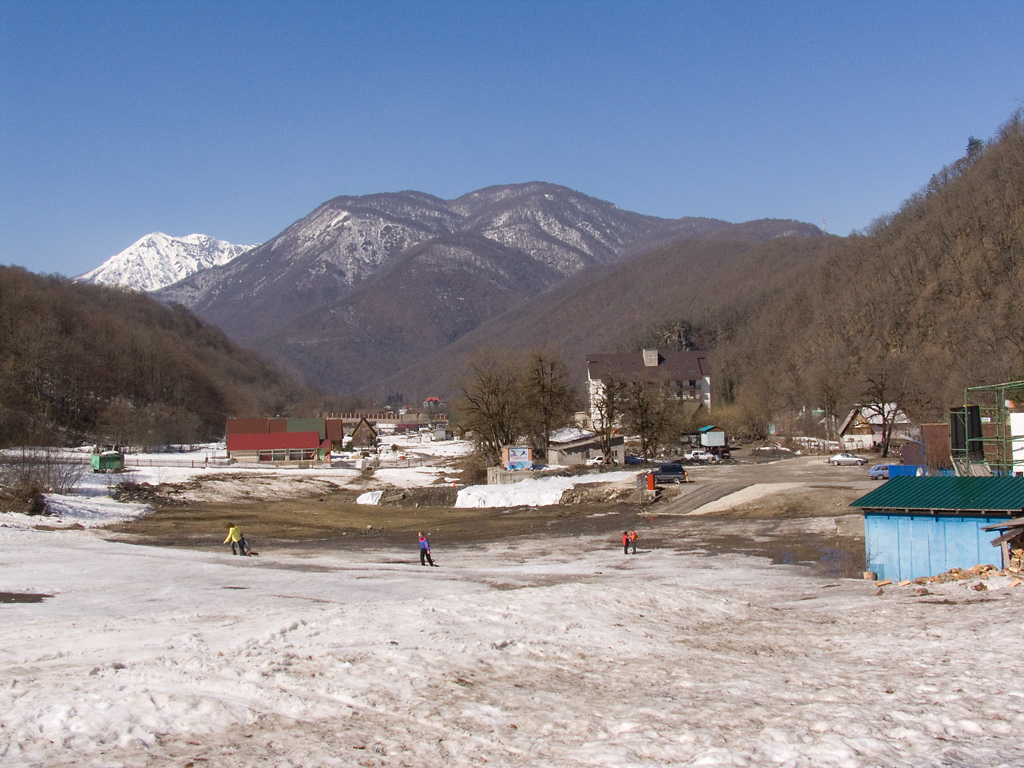
Blick auf Esto-Sadok von der Piste der Snowboard-Wettbewerbe bei den Olympischen Winterspielen 2014 beim Sportzentrum Alpika-Service

## Putins Wintersport-Luxusresidenz
Im nordöstlichen Esto-Sadok, oberhalb der Schlucht der Laura, einem Zufluss zur Msymta, gegenüber der Mündung ihres Zuflusses Atschipse  (namensgleich mit oben genanntem früheren Stammesverband) befindet sich das Atschipse Chalet, über das die russische Zeitung Sobesednik im Februar 2021 aufdeckte, dass es eines von geschätzt bis zu 20 teilweise inzwischen enttarnten geheimen und privaten (nicht für staatsoffizielle Zwecke genutzte) Luxusresorts des russischen Präsidenten Putin ist (das bekannteste ist die Residenz am Kap Idokopas). Das Chalet umfasst 3800 m² Wohnraum mit Eichen- und Marmorböden zum Preis von 5400 Dollar pro m², sechs Personenaufzüge, Einrichtungsgegenstände zum Stückpreis über 1000 bis über 3000 Dollar und noch teureres Mobiliar, eine Privat-Sesselbahn, Hubschrauber-Landeplatz, ein zweistöckiges Badehaus mit Saunen und 385 m² Swimming Pools aus Warm- und Kaltwasserbecken und ein zweiter Bau mit 8300 m² Wohnraum mit einem Blüthner-Flügel im Design Nikolaus’ II. für 80.900 Dollar. Das Gelände gehört offiziell Gazprom, das auf Anfrage keinen weiteren Nutzer neben Putin angeben konnte, und wird vom FSO mit Schützenpanzern, Flugabwehrraketen, Störsendern, Flugverbotszone und Sprengstoffradaren von Rohde und Schwarz abgeschirmt.